# Kalen (Kedungpring)
Kalen is een bestuurslaag in het regentschap Lamongan van de provincie Oost-Java, Indonesië. Kalen telt 3061 inwoners (volkstelling 2010).